# Bertaucourt-Epourdon
Bertaucourt-Epourdon är en kommun i departementet Aisne i regionen Hauts-de-France i norra Frankrike. Kommunen ligger  i kantonen La Fère som ligger i arrondissementet Laon. År 2022 hade Bertaucourt-Epourdon 586 invånare.

## Befolkningsutveckling
Antalet invånare i kommunen Bertaucourt-Epourdon
Referens: INSEE